# Mi-24に関連する作品の一覧

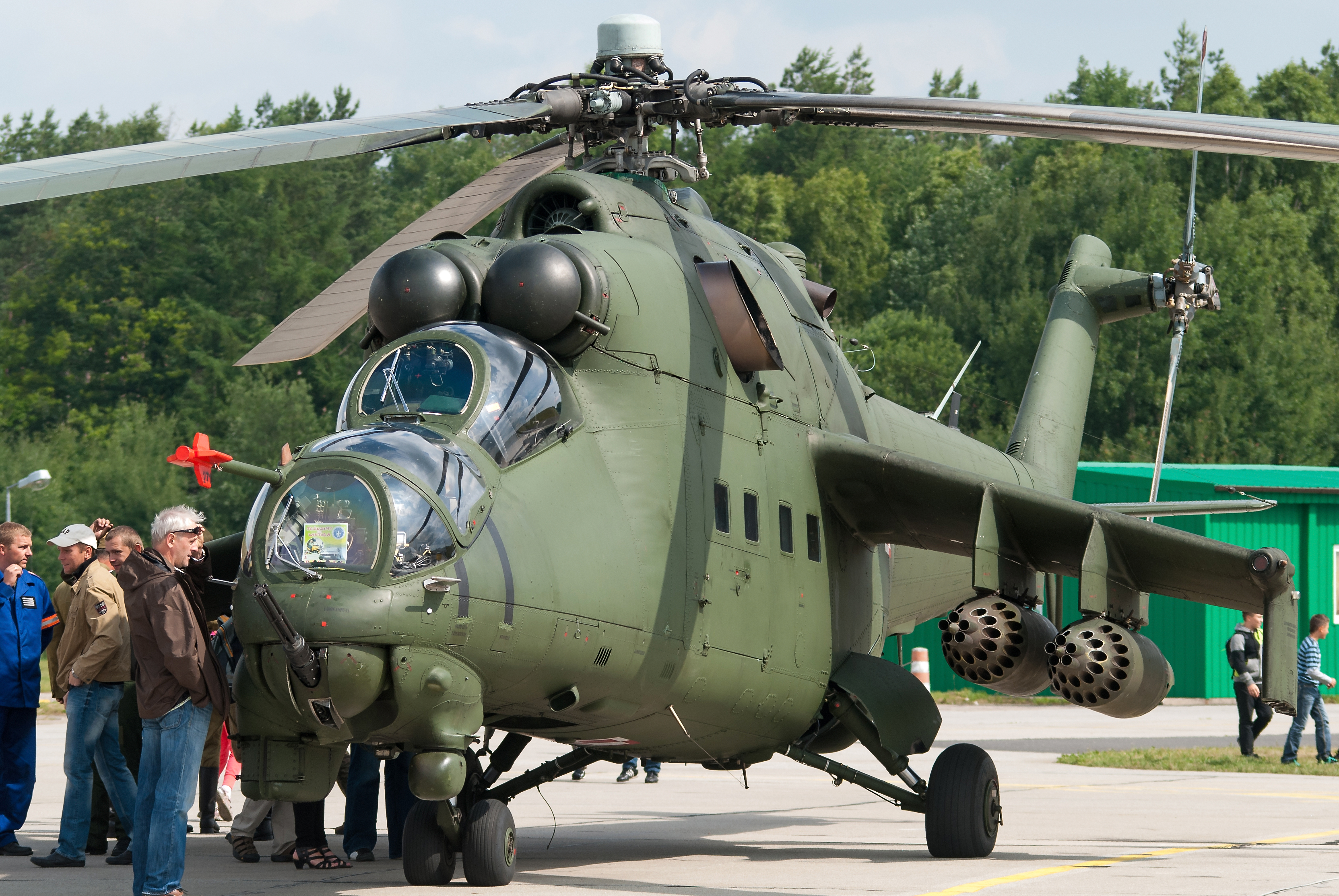
ポーランド空軍のMi-24W

Mi-24とその派生型に関連する作品の一覧では、旧ソ連のミル設計局が開発した攻撃ヘリコプター、Mi-24ハインドとその派生型の登場作品の一覧である。

## 映画
冷戦時代の西側の映画では、S-61 シーキングやSA330ピューマなどをハインド風に改造した機体で代用することが多かったが、冷戦終結後は実機が撮影に使用されることも増えた。
『5デイズ』
南オセチア紛争時のグルジアに侵攻したロシア軍の兵器として登場。グルジア軍全面協力の下に撮影したため、この作品に登場するMi-24は実機を用いている。
『アヴァロン』
ポーランド陸軍の協力により、撮影に実機のMi-24が使用された。映画において東側諸国の、それも軍の現用ヘリが実機で登場するのは珍しく、日本産の映画では初である（撮影協力を得るにはかなり苦労したとのこと）。
『アフガン』
終盤、主人公が防衛する高地を襲撃したムジャーヒディーン掃討のため、ソ連軍が2機のP型を使用。ロシア軍全面協力の下の撮影のため、実機を用いている。
『エアフォース・ワン』
釈放されるラデク将軍の護送用に、カザフスタン共和国軍のMi-24が登場。冷戦後ということもあり、撮影に用いられたのは実機である。
『オーガストウォーズ』
こちらも南オセチア紛争におけるロシア軍の兵器としてP型が登場する。ロシア軍全面協力下の撮影のため実機を用いている。
『ガーディアンズ』
暴走する機動攻撃ユニットを攻撃するが、反撃され撃墜される。
撃墜シーンがあるためか、映像はすべてCGである。
『ストームゲート』
ロシア陸軍の全面協力によりMi-24実機が出演。主人公らの近接航空支援を行う。
『トップガン マーヴェリック』
ストーリー終盤にガトリング砲を2門装備した架空型が敵機として登場。地対空ミサイルを被弾したF/A-18Eからベイルアウトしたマーヴェリックを追跡、機関砲を用いて攻撃するが、帰還命令に逆らって現場に戻ったルースター機によって撃墜される。
『ブラッド・ダイヤモンド』
シエラレオネ政府から革命統一戦線の掃討作戦を請け負った民間軍事会社が、南アフリカ製近代化改修型のMi-24/35 Mk.III スーパーハインドを使用する。この映画の題材となった現実のシエラレオネ内戦においても同様の経緯があり、現在でも数少ない航空戦力として用いられている。
『ランボー』シリーズ
『ランボー/怒りの脱出』
ストーリー終盤にて、ベトナム人民軍のUH-1ヘリを奪いアメリカ軍捕虜と共に脱出したランボーを、ソ連軍駐ベトナム軍事顧問団幹部将校のポドフスキー中佐が自ら操縦して追跡。空中戦の果て止めを刺そうとするがランボーの擬装にだまされ、M72 LAWで撃墜された。撮影に使われた機体はSA330ピューマにスタブウイング（小翼）を取り付けるなどしてMi-24らしく見せかけた“偽ハインド”である。
『ランボー3/怒りのアフガン』　
アフガニスタン某地区に駐屯する部隊の司令官ザイセン大佐自らが操縦して幾度となくランボーとトラウトマン大佐を追い詰めるが、ランボーを捜索中燃料補給のために基地へ引き返した後、無人の本機をランボーやトラウトマン大佐そして基地に囚われていた地元住民に奪われてしまう。その直後に機はザイセン達からの銃撃で損傷し墜落するが、別の機体をザイセンが引き続いて使用。終盤の戦いではランボーに乗っ取られたT-72戦車（M551シェリダンを改造して制作）と正面からの撃ち合いを行っている。主砲の砲撃では傷1つ負わなかったものの同軸機銃の銃撃を受け、T-72と正面衝突し墜落。こちらも『怒りの脱出』の“偽ハインド”が使われた。
『若き勇者たち』
　Mi-24Aが登場。一見実機かと思われがちだが、実際にはUH-1イロコイを大規模改造して造ったものである。また、撮影に使用された機体はランボー怒りの脱出にて、ランボーの放ったM72 LAWの攻撃に遭い撃墜するシーンの撮影に使用された。
『ロード・オブ・ウォー』
主役の武器商人が、ソビエト連邦の崩壊直後のウクライナ軍から横流しされた初期型のA型を取り扱う。

## アニメ・漫画
『B・B』
原作第2部のビアンギ編で、親ソ派のビアンギ政府軍と軍事顧問のソ連軍スペツナズを支援するために、Mi-24D/Vが登場する。
『BLACK LAGOON』
原作第1話とアニメ第1～第2話にて、ラグーン商会の抹殺を依頼された傭兵部隊「エクストラ・オーダー」がMi-24Aを使って襲撃する。また、ホテル・モスクワも三合会との抗争時にMi-24Aを使用していたようである。
『こちら葛飾区亀有公園前派出所』
主に爆竜大佐の乗機として登場。なぜ米軍人である大佐が用いているかは不明。また、中川財閥や秋本貿易の社用機(若しくは秋本 飛飛丸の自家用機)としても登場。
『Mr.Clice』
ティルトローターを装備した架空の派生型が登場。主人公に鹵獲され、日本に持ち替えられる。
『ジオブリーダーズ』
「化け猫」がロシアから密輸した機体を使用して、厚生省衛生二課（ハウンド）とアメリカ海兵隊と交戦した。
『瞬きのソーニャ』
ザイチェフとソーニャがソ連から中国に脱出するのを阻止すべく出撃するが、ソーニャによって撃墜される。
『 STEINS;GATE0』
　未来の第三次世界大戦が勃発した世界にて、Mi-24Dと思われる機体が破壊された都市上空を飛行している。

## ゲーム
多くのゲームに登場しているので、いわゆるチョイ役ではない登場かつプレイヤーが操作可能なものを中心に挙げる
『ARMA 2』
D型・P型・V型の3種が登場する。いずれもプレイヤーが操作可能。
『Modern Warships』
プレイヤーが操作可能な艦載機としてMi-35Mが登場。課金で入手できる。
『Operation Flashpoint: Cold War Crisis』
ソ連軍陣営の攻撃ヘリコプターとしてD型が登場する。FPSでMi-24が操作可能なのは本作が初。
『WarRock』
『War Thunder』
ソ連のプレイアブル機体としてMi-24A、Mi-24D、Mi-24V、Mi-24P、Mi-35Mが登場する。
『エースコンバットシリーズ』
『エースコンバット2』『エースコンバット04』『エースコンバットAH』『エースコンバット∞』
『バトルフィールドシリーズ』

『メタルギアシリーズ』
シリーズ作品内にて頻繁に登場しており、Mi-24Aが『MGS3』『MGSPW』に、Mi-24Dが『MG』『MG2』『MGS』『MGSPW』に登場する。プレイヤーは操縦できないが、何作品かではいわゆる実質的なステージボスとしてプレイヤーの前に立ち塞がる。また、Mi-24の特徴である歩兵を積載してヘリボーンを行う様子が描かれている作品もある。

## その他
- 2007年12月6日にウクライナの1+1TVチャンネルのテレビ番組『ジールクィ・ヴァールミイ』（Зірки в армії：「軍のスターたち」）で放送されたルスラナの新曲「ムィー・ブーデモ・ペールシ」（Ми будемо перші：「我らがトップになる」）のビデオクリップには、ウクライナ陸軍航空隊のP型が2機登場する。映像中ではルスラナらが扮する強襲部隊（空中降下兵）を輸送しており、最後にはロケット弾で目標への攻撃を行っている。このクリップには他に、ウクライナ陸軍のT-64・T-72・オプロート・2K22など、ウクライナ海軍の「プルィドニプローヴィヤ」や「ルビージュ」（ともにP-15M テルミート艦対艦ミサイルの斉射を披露している）などが登場しており、一般メディアとしては異例ともいえるウクライナ軍の前面装備の一斉公開となっている。この番組はウクライナ軍記念日に関連したもので、ウクライナで活躍する著名な歌手たちがそれぞれ新曲を軍隊と関係したクリップ付きで公開したものであった[2]。